# Sebastiano Tessitore
Sebastiano Tessitore (XIX secolo – XIX secolo) è stato un ingegnere idraulico italiano.

## Biografia
Fu professore della Regia Scuola d'applicazione per gli Ingegneri di Napoli.
Nel 1871 pubblicò il saggio Del raddrizzamento dei fiumi: norme da seguire e vantaggi che ne conseguono per l'Ingegnere (Napoli: Stabilimento tipografico dei Fratelli De Angelis).
Nel 1882, insieme all'ingegnere Ettore Vitale fu chiamato a risolvere un problema che affliggeva la città di Napoli con conseguenze negative in termini di igiene. In particolare, si occuparono della sistemazione delle fognature, suggerendo l'adozione del sistema Waring.
Nel 1881-83 progettò e diresse i lavori per la realizzazione della fontana pubblica del Comune di San Massimo in Molise.

## Opere
- Del raddrizzamento dei fiumi: norme da seguire e vantaggi che ne conseguono, Napoli, Fratelli De Angelis, 1871.